# Thure Westerdahl
Thure Alfred Westerdahl (* 21. Februar 1904 in Stockholm; † 15. März 1936 ebenda) war ein schwedischer Fußballspieler.

## Laufbahn
Westerdahl begann mit dem Fußballspielen bei Hammarby IF. Über Sundbybergs IK kam „Turken“, so lautete sein Spitzname, wahrscheinlich 1926 zu AIK. Für den Klub lief der Torwart in den folgenden drei Jahren in 29 Spielen in der Allsvenskan auf. Anschließend ging er zu Hässelby SK.
Auf dem Höhepunkt seiner Karriere wurde Westerdahl 1927 zweimal in die schwedische Nationalmannschaft berufen. Er debütierte im Jersey der Landesauswahl beim 12:0-Sieg über Lettland am 29. Mai 1927. Mit einem 6:2-Erfolg über die finnische Landesauswahl im folgenden Länderspiel am 12. Juni des Jahres verabschiedete er sich aus der Auswahlmannschaft.
Im März 1936 kam er bei einem Verkehrsunfall in Spånga-Tensta ums Leben.